# Valdieu-Lutran
Valdieu-Lutran (en alsacià Grüene-Lüttre) és un municipi francès, situat a la regió del Gran Est, al departament de l'Alt Rin. L'any 2005 tenia 358 habitants.

## Demografia
| 1962 | 1968 | 1975 | 1982 | 1990 | 1999 |
| ---- | ---- | ---- | ---- | ---- | ---- |
| 228  | 237  | 245  | 259  | 274  | 305  |

## Administració
| Període   | Identitat       | Partit |
| --------- | --------------- | ------ |
| 1971-2001 | Julien Thiebaud |        |
| 2001-     | Daniel Barnabe  |        |